# Eleição presidencial do Irã em 2017
A Eleição presidencial do Irã em 2017 foi a décima-segunda eleição presidencial do país, tendo sido realizada em 19 de maio de 2017. Participaram da disputa o então presidente, Hassan Rouhani, considerado um moderado, e outros três candidatos considerados mais conservadores: Ebrahim Raisi, do Partido da Coalizão Islâmica; Mostafa Mir-Salim, e Mostafa Hashemitaba.
Rouhani foi reeleito para um segundo mandato. De acordo com os resultados anunciados pelo Ministro do Interior, Rouhani recebeu 23,5 dos 41 milhões de votos apurados. Ali Asghar Ahmadi, Chefe do comitê eleitoral, foi o apresentador de sábado na TV estatal. O rival mais próximo de Rouhani, Ebrahim Raisi, recebeu 15,7 milhões de votos.

## Resultados
| Resultados                         | Resultados                         | Resultados                                | Resultados | Resultados |
| Candidato                          | Candidato                          | Partido                                   | Votos      | %          |
| ---------------------------------- | ---------------------------------- | ----------------------------------------- | ---------- | ---------- |
|                                    | Hassan Rouhani                     | Partido da Modernização e Desenvolvimento | 23,549,616 | 57.13      |
|                                    | Ebrahim Raisi                      | Combatente Associação Clero               | 15,786,449 | 38.30      |
|                                    | Mostafa Mir-Salim                  | Partido da Coalizão Islâmica              | 478,215    | 1.16       |
|                                    | Mostafa Hashemitaba                | Partido Executivo Builders                | 215,450    | 0.52       |
| Votos nulos ou brancos             | Votos nulos ou brancos             | Votos nulos ou brancos                    | 1,190,401  | 2.89       |
| Total                              | Total                              | Total                                     | 41,220,131 | 100        |
| Eleitores registrados/participação | Eleitores registrados/participação | Eleitores registrados/participação        | 56,410,234 | 73.07      |
| Fonte: IFP Notícias, Press TV      |                                    |                                           |            |            |